# Delta emarginatum
Delta emarginatum är en stekelart som först beskrevs av Carl von Linné 1758.  Delta emarginatum ingår i släktet Delta och familjen Eumenidae. Utöver nominatformen finns också underarten D. e. savignyi.

## Bildgalleri

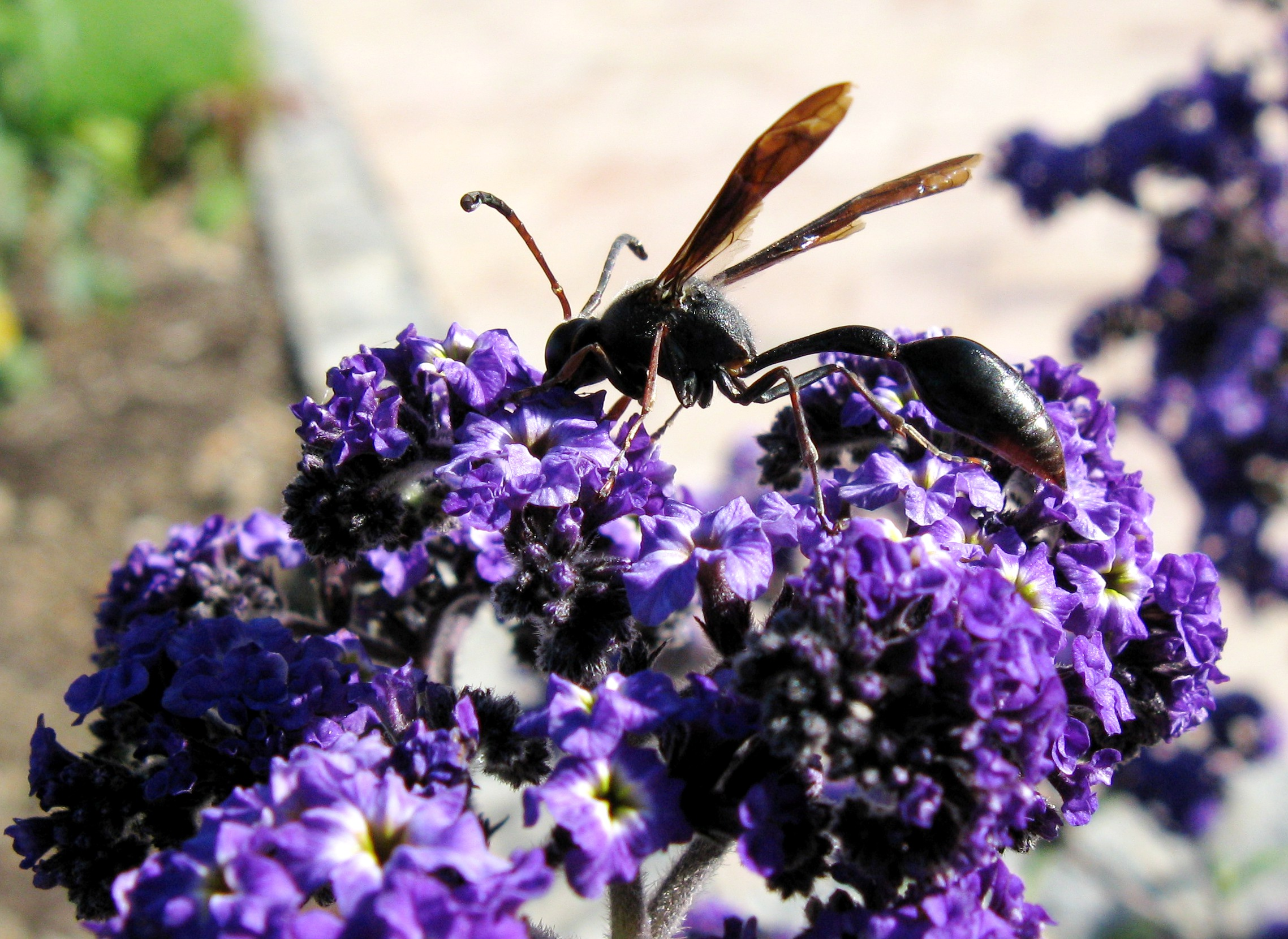
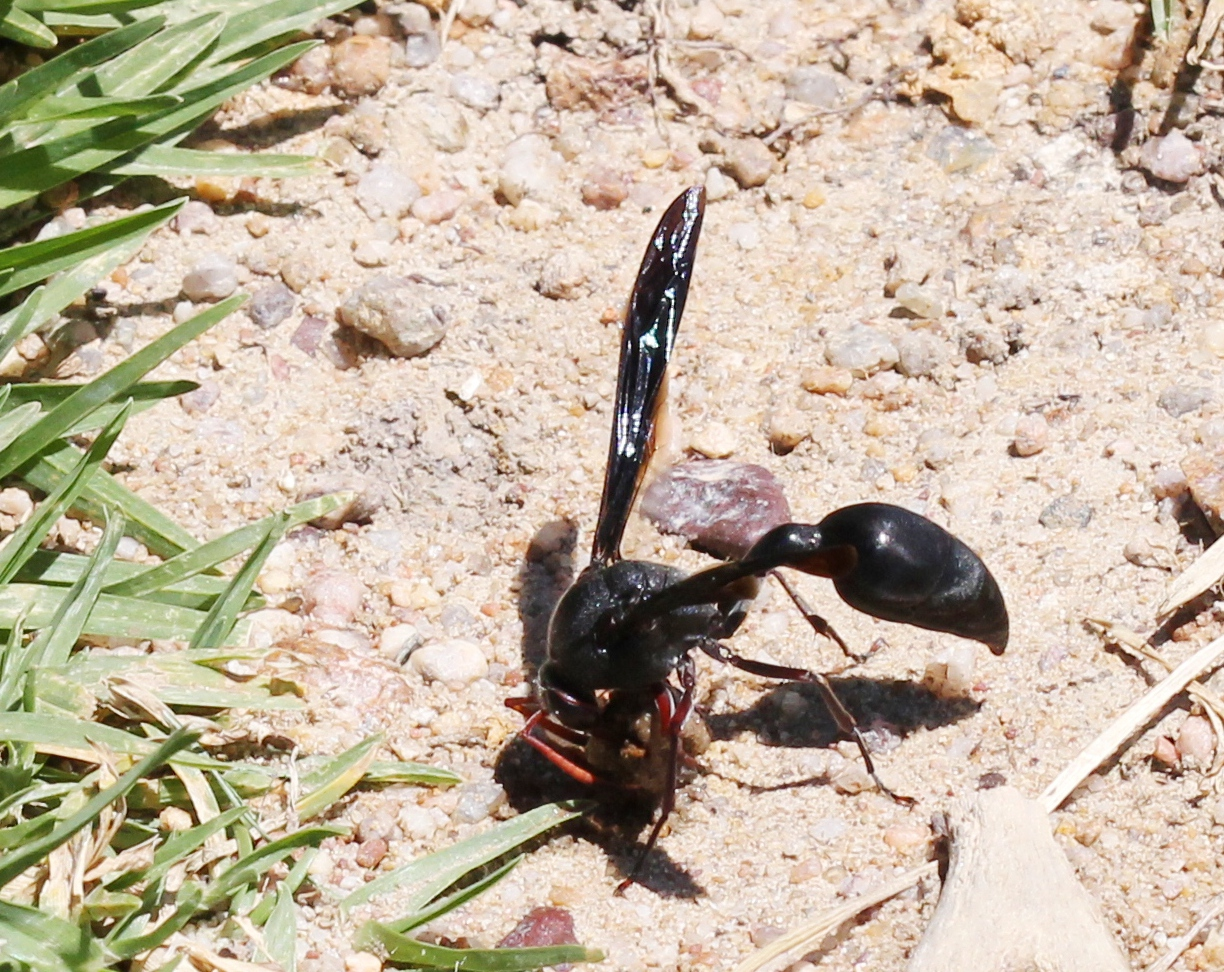